# Bertula
Bertula é um gênero de traça pertencente à família Arctiidae.